# Кметство на Тарту
Кметството на Тарту (на естонски: Tartu raekoda) е сред забележителностите на втория по големина град в Естония.

## История
Намира се в центъра на Тарту, под Катедралния хълм. То е 3-то кметство на същото място в 800-годишната история на ханзейския град. Предишната постройка от 1693 г. е разрушена през 1726 г., след като пострадва силно от Северната война. След опустошителния пожар в Стария град през 1755 г. се появяват необходимостта и възможността за построяване на нова сграда на кметството.
Проектът за новата представителна сграда на кметството е на произхождащия от Росток архитект Йохан Хайнрих Бартоломеус Валтер. Холандският ранен класицизъм му служи за модел. Основата на кметството е построена от елша. Строежът е открит официално през 1786 г. и завършен през 1789 г.

## Описание
Сградата се състои от подземен етаж, 3 наземни етажа и покрив. Първоначално мазето се използва за затвор, хазнат и архив. Етажът от гранит е издържан в рустикален стил. В дясното крило до 1922 г. се намира градският съд на Тарту, а след това – аптека.
На двата горни етажа са се намирали представителните зали на града. Те са ясно откроени с фасадата. Двата парадни етажа са украсени с щукатури и пиластри. До тях е водела външна врата, която се достига през стълбище от площада.
На първия етаж са се намирали залите на съда и приемната на кмета. В дясното крило на втория етаж основната зала е пищно мебелираната съвещателна зала. За разлика от останалите стаи, които са в стиловете барок и ранен класицизъм, съвещателната зала е в рококо. Замазката произхожда от работилницата на архитекта Валтер.
Характерната кула с историческия часовник, от своя страна, е в стила класицизъм. В определени часове в кулата свири песен от камбаните. Днешните 18 камбани са произведени в Карлсруе.

## Площад на кметството
Дългият „Площад на кметството“ (Raekoja plats), по-рано „Голям пазар“) води от кметството с лек наклон към река Емайъги. Площадът се стеснява към реката.
Площадът на кметството в миналото води до известния тартуски Каменен мост (Kivisild), открит през 1784 г. като първия каменен мост в балтийските провинции на Русия в чест на руската царица Екатерина. Той е порутен по време на Втората световна война от съветски войски и разрушен напълно от германската армия през 1944 г. От 1960 г. нов мост с дъга свързва двата бряга на реката.
Пред кметството е разположен фонтанът „Целуващите се студенти“ (Suudlevad tudengid) на естонския скулптор Мати Кармин (Mati Karmin, р. 1959). Представлява целуваща се под чадър студентска двойка. Пластиката олицетворява младежкия характер на университетския град.
На площада на кметството се намират редица исторически сгради, сред които са хотел-ресторант Draakon с водоливника му, някогашната къща на Голямата гилдия (до 1938 г. седалище на Естонската национална банка в Тарту), както и „Наклонената къща“ на № 18.
Тъй като почвата под Стария град е торфена и всички къщи са построени върху дървени конструкции, къщата потъва от едната страна след спадането на нивото на подземните води на Емайъги. По-рано в сградата е разположена аптека, в която работи естонският писател Оскар Луц (Oskar Luts, 1887 – 1953). В началото на XXI век в нея се намира филиал на Естонския музей на изкуството. Част от експозицията е посветена на известното тартуско училище за изкуство Палас (Pallas).